# Nyctophilus microtis
Nyctophilus microtis är en fladdermusart som beskrevs av Thomas 1888. Nyctophilus microtis ingår i släktet Nyctophilus och familjen läderlappar. IUCN kategoriserar arten globalt som livskraftig. Inga underarter finns listade i Catalogue of Life.
Denna fladdermus förekommer huvudsakligen på östra Nya Guinea. Mindre populationer finns på öarna Salawati och Sudest. Arten vistas i låglandet och i bergstrakter upp till 2600 meter över havet. Habitatet utgörs av fuktiga tropiska skogar. Individerna vilar i den täta växtligheten eller i grottor. De bildar vid sovplatsen små flockar.